# Aeroportul Ciudad del Carmen
Aeroportul Ciudad del Carmen (IATA: CME, ICAO: MMCE) este un aeroport din Carmen⁠(d), Campeche, Mexic ce deservește zona Ciudad del Carmen⁠(d). Aeroportul a fost tranzitat în 2023 de 342.737 de pasageri. A fost numit după zona deservită.
Situat la o altitudine de 3 m, aeroportul dispune de 1 pistă. Este operat de Aeropuertos y Servicios Auxiliares⁠(d).

## Infrastructură

### Piste
Aeroportul dispune de o singură pistă. Pista are orientarea 13/31. 